# Cek
Cek (również Jek, Dzheg lub Dzhek) – wieś w Azerbejdżanie, w Rejonie Quba, w gminie Əlik, położona na wysokości 1643 m n.p.m. Miejscowość słynie z własnego języka oraz obyczajów i tradycji. Obecnie w miejscowości mieszka 312 mieszkańców, z czego większość zalicza się do ludności rdzennej.
Wieś leży w trudno dostępnych, odludnych okolicach na południowym zachodzie Rejonu Quba. Jej niedostępność, a także specyficzny język i kultura przyciągają turystów i podróżnych.
W miejscowości znajduje się stary, zrujnowany meczet z VIII wieku, którego inicjatorem budowy był Abu Muslim al-Churasani.

## Galeria

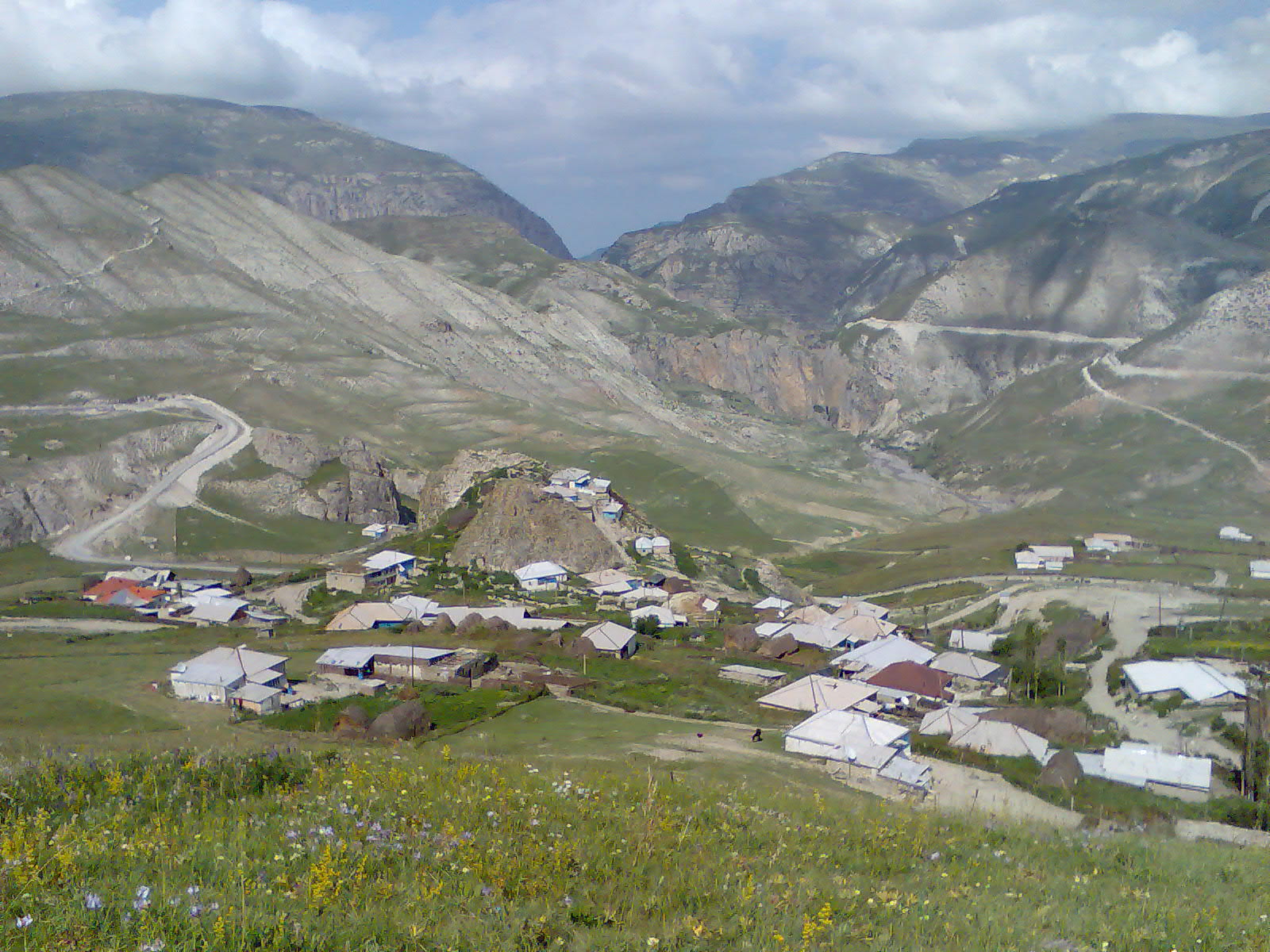
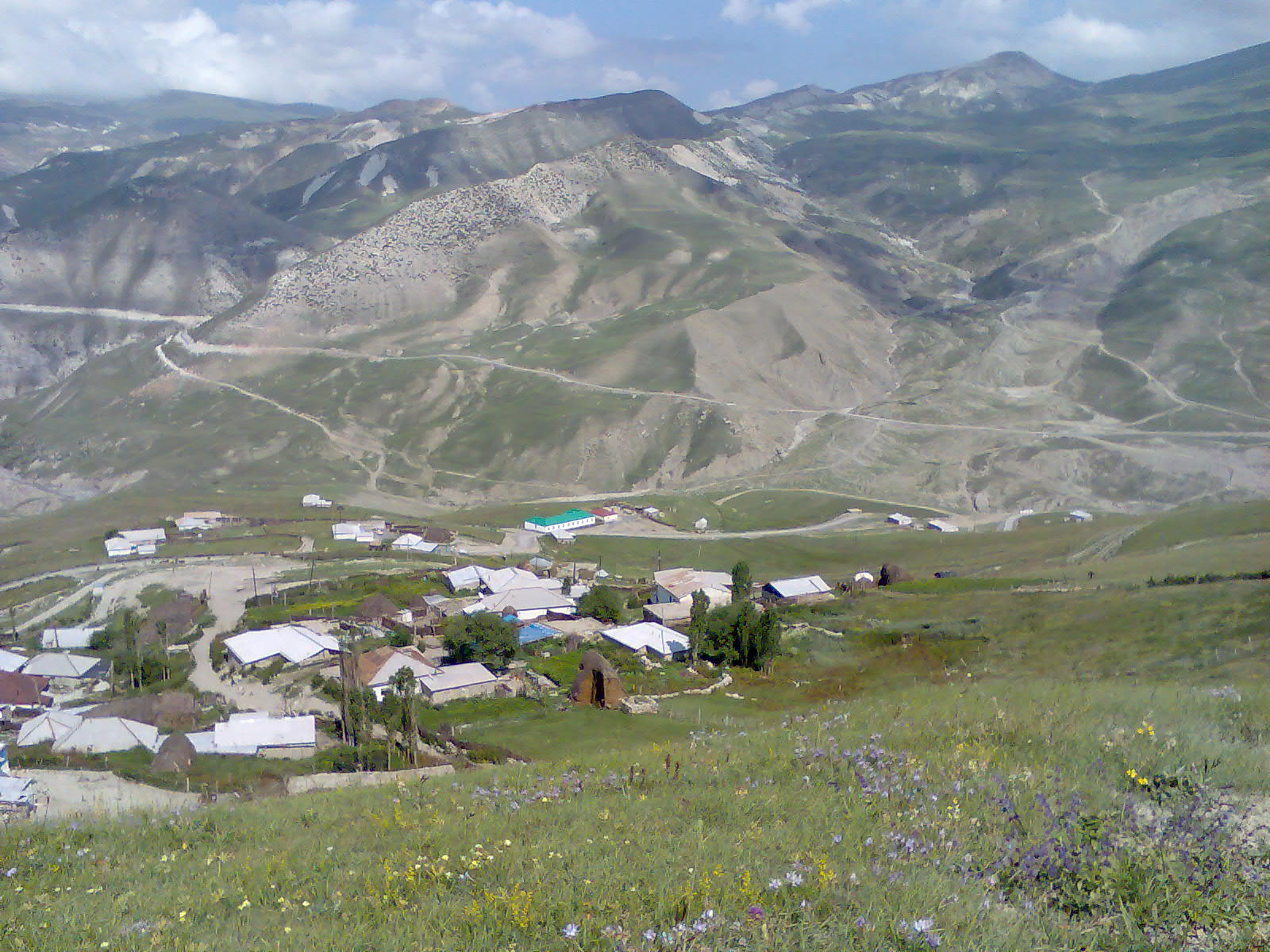
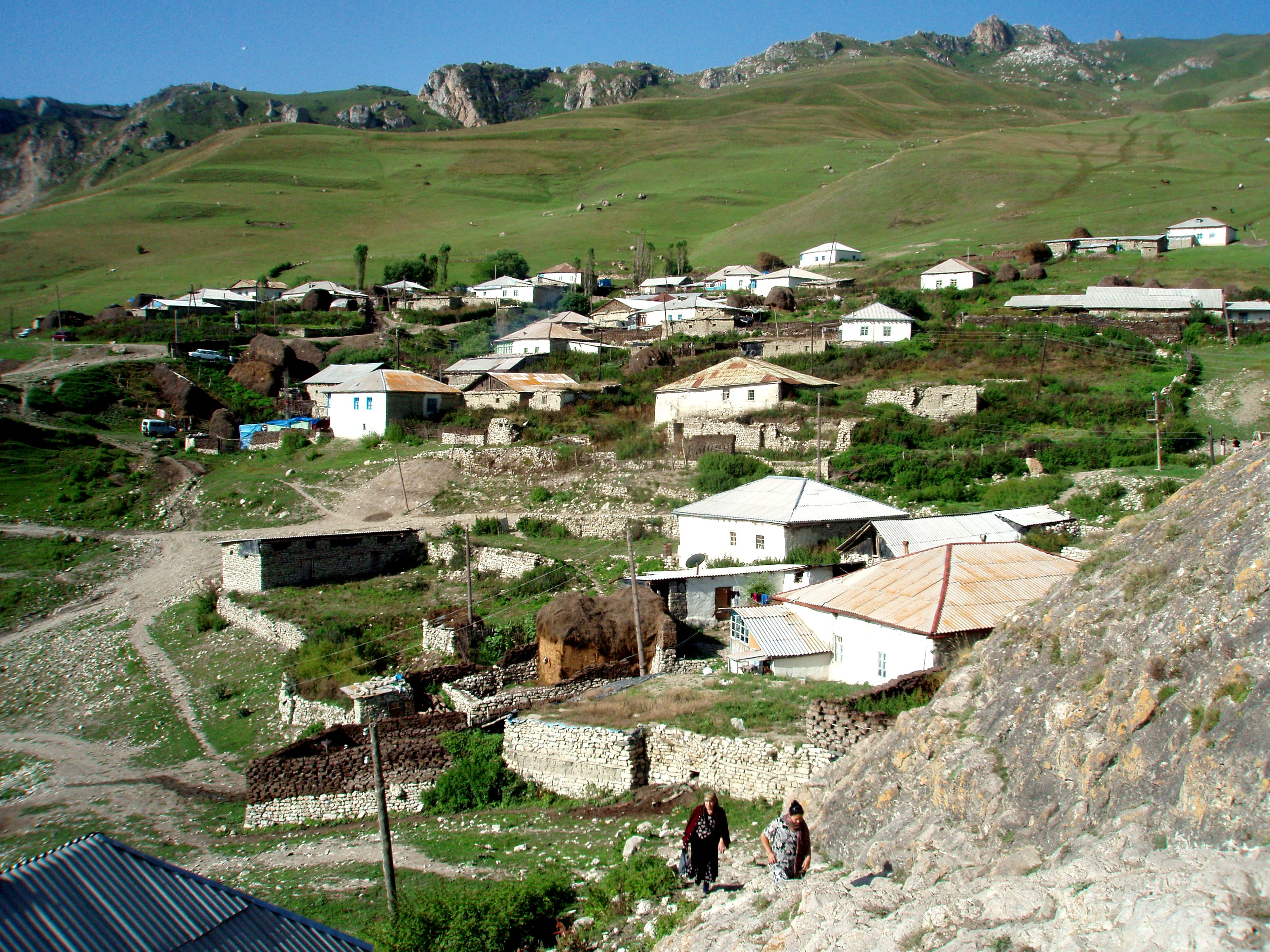